# فانیا رکوردز
فانیا رکوردز (انگلیسی: Fania Records) شرکت نشر موسیقی آمریکایی است، که در سال ۱۹۶۴ تأسیس شد.